# Хилядолетие
Хилядолетие е период от време с продължителност хиляда години. Обичайно се подразбира, че като отправна точка на този период е първата година на съответния календар или такава с пореден номер {\displaystyle 1000.k+1}, където {\displaystyle k} е цяло число. В религиозен контекст думата може да се интерпретира и с по-малка степен на точност, изразявайки период от време около, не задължително точно 1000 години.